# 토마스 크바스트호프

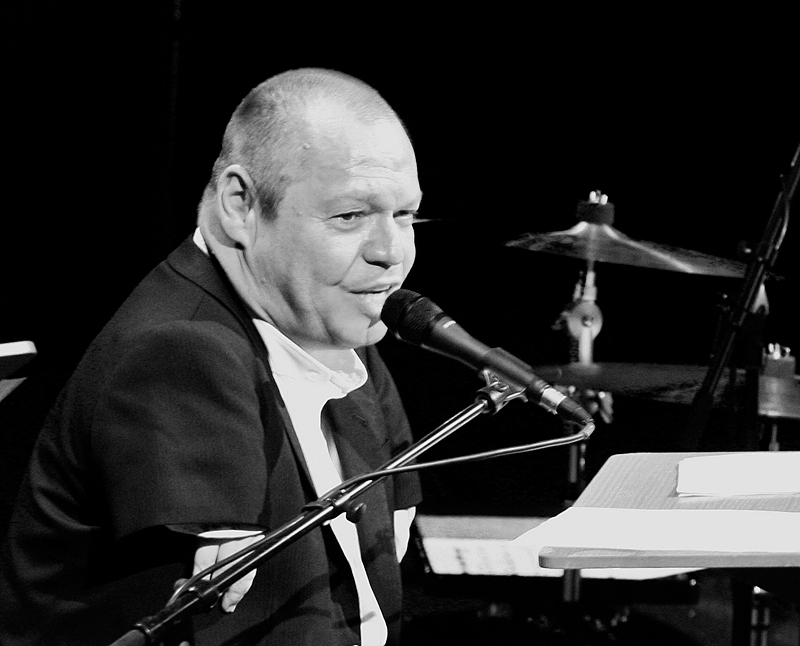
토마스 크바스트호프 2010

토마스 크바스트호프(독일어: Thomas Quasthoff, 1959년 11월 9일 ~)는 독일의 베이스-바리톤 성악가로서 동세대 바리톤 가운데 최고의 반열에 속한다. 처음에는 낭만파 가곡으로 명성을 얻었지만, 바흐의 바로크 칸타타에서 재즈 즉흥 독창에 이르기까지 넓은 영역을 넘나든다.

## 생애
크바스트호프는 독일 힐데샤임(Hildesheim)에서 태어났는데, 모친이 심한 입덧 때문에 구토방지제로 탈리도마이드를 처방받아 복용한 탓에 탈리도마이드 장애를 안고 태어났다. 길게 자라야 할 다리뼈가 자라지 않아 키는 132cm에 불과하고, 해표지증(海豹肢症, phocomelia) 때문에 팔이 거의 없고 손가락은 없거나 갈퀴모양이다.
크바스트호프는 하노버 음악원 입학을 거부당했는데, 그로서는 불가능한 피아노 연주능력이 당시에는 필수였기 때문이다. 성악을 1972년부터 샤를로테 레만(Charlotte Lehmann)에게 개인교습을 받아 공부했고, 법학을 3년간 공부하기도 했다. 남는 시간에는 프랭크 시나트라를 숭앙하는 가수지망생으로 재즈 밴드에서 노래를 불렀다.
성악가로서는 1988년 뮌헨의 국제음악경연대회에서 성악부문 1등을 차지하고, 디트리히 피셔 디스카우에게 찬사를 받으면서 데뷔했다. 1990년부터는 레만과의 수업을 그만두고, 낮에는 라디오(NDR, 북독일방송) 아나운서를 하면서 성우 일도 했다. 1996년 모스크바에서 쇼스타코비치 콩쿠르 우승에 이어, 에든버러 음악축제에서 하마다 신탁/스코츠맨 축제 상을 받으면서 각광을 받기 시작했다. 1997년에는 베를린 필하모닉과 하이든의 <천지창조>를 협연해서 연주무대에 데뷔했고, 2003년에는 잘츠부르크 축제에서 베토벤의 <피델리오>에 출연해서 돈 페르난도 역을 맡음으로써 오페라 무대에도 데뷔했다. 이 후 수많은 무대에서 활약하고 있다.
녹음으로는 1999년 도이치 그라모폰과 계약해서, 최초의 앨범이 2000년에 나왔는데 바로 센세이션을 일으켰고 최고 클래식 보컬로 그래미상을 받았다. 메조 소프라노 안네 조피 폰 오터와 함께, 클라우디오 아바도가 지휘하는 베를린 필하모닉의 반주로 구스타프 말러의 <어린이의 이상한 뿔피리, Des Knaben Wunderhorn>을 연주한 앨범이었다. 2004년에는 아바도가 지휘한 유럽 체임버 오케스트라와 안네 조피 폰 오터가 협연한 슈베르트 가곡집으로 두 번째 그래미상을 받았고, 2006년에는 라이너 쿠스마울의 바이올린과 지휘, 알브레히트 마이어의 오보, 베를린 바로크 솔로이스트 등이 협연한 바흐의 칸타타 앨범으로 세 번째 그래미상을 받았다.
크바스트호프는 데트몰트 음악원에서 가르쳤고, 현재는 베를린 한스 아이슬러 음악학교의 교수로 재직 중이다. 따라서 공연은 일 년에 50회 정도에 그친다. 2006년에는 최초의 재즈 앨범 <The Jazz Album: Watch What Happens>를 냈고, 독일 TV 언론인 클라우디아 슈텔시크와 결혼했다. 2008년에는 사이먼 래틀의 지휘와 사이먼 할시의 합창 감독으로, 도로테아 뢰슈만, 룬트풍크코르 베를린, 베를린 필하모닉, 그리고 크바스트호프가 협연한 앨범 <브람스: 독일 레퀴엠>이 최고 합창작품으로 그래미상을 받았다.
토마스 크바스트호프의 형 미하엘이 정리한 자서전은 『빅맨 빅보이스』(김민수 역, 일리, 2005)라는 제목 아래 한국어로 번역되었다.